# The Boys presenta: Diabolical
The Boys Presenta: Diabolical, (en inglés, The Boys Presents: Diabolical, o simplemente Diabolical) es una serie de antología de superhéroes estadounidense que se estrenó en Amazon Prime Video el 4 de marzo de 2022. La serie está basada en la serie de cómics The Boys de Garth Ennis y Darick Robertson, y sirve como un derivado de la serie de televisión homónima. La serie de antología se lanzó en ocho episodios, cada uno con su propio estilo de animación.
La serie recibió elogios de la crítica tras su lanzamiento con elogios para la animación, la actuación de voz, la escritura, el humor y los temas.

## Sinopsis
Una serie de cortos animados que cuentan historias paralelas en el universo de The Boys usando varios estilos de animación.

## Episodios
| N.º en serie | N.º en temp. | Título                                                        | Dirigido por                              | Escrito por                                        | estilo de animación=                                                 | estudio de animación=     | Fecha de lanzamiento original |
| --- | ------------ | ------------------------------------------------------------- | ----------------------------------------- | -------------------------------------------------- | -------------------------------------------------------------------- | ------------------------- | ----------------------------- |
| 1 | 1            | «Laser Baby's Day Out»                                        | Crystal Chesney-Thompson & Derek Thompson | Seth Rogen & Evan Goldberg                         | Cortometrajes de animación americanos clásicos                       | Snipple Animation Studios | 4 de marzo de 2022            |
| Un torpe ayudante de laboratorio intenta sacar de contrabando a un bebé con temperamentales poderes de visión láser fuera de Vought |              |                                                               |                                           |                                                    |                                                                      |                           |                               |
| 2 | 2            | «An Animated Short Where Pissed-Off Supes Kill Their Parents» | Parker Simmons                            | Justin Roiland & Ben Bayouth                       | La estética de Justin Roiland (Rick y Morty & Solar Opposites)       | Mighty Animation Studio   | 4 de marzo de 2022            |
| Un grupo de jóvenes Supe con poderes anormales vive en una instalación de aislamiento. Después de conocer la verdad sobre el origen de sus poderes luego de los eventos de "Over the Hill with the Swords of a Thousand Men", los jóvenes buscan vengarse de sus padres que los abandonaron |              |                                                               |                                           |                                                    |                                                                      |                           |                               |
| 3 | 3            | «I'm Your Pusher»                                             | Giancarlo Volpe                           | Garth Ennis                                        | The Boys historieta                                                  | Edge Animation            | 4 de marzo de 2022            |
| Butcher se enfrenta a OD, un traficante de drogas que trata directamente con los supervivientes de Vought, y lo chantajea para que les dé a los Siete una muestra de su propia medicina. |              |                                                               |                                           |                                                    |                                                                      |                           |                               |
| 4 | 4            | «Boyd in 3D»                                                  | Naz Ghodrati-Azadi                        | Eliot Glazer Historia: Eliot Glazer & Ilana Glazer | Historietas y animación franceses                                    | Folivari (Fost Studio)    | 4 de marzo de 2022            |
| Boyd usa una crema de transformación experimental de Vought para seducir a su vecina de al lado, Cherry. Cuando Cherry también comienza a usar la crema para convertirse en una chica gato, las dos se convierten en la pareja poderosa más sexy de Vought. Pero cuando su fama pone a prueba su relación, se necesitará algo más que crema facial para arreglar las cosas. |              |                                                               |                                           |                                                    |                                                                      |                           |                               |
| 5 | 5            | «BFFs»                                                        | Madeleine Flores                          | Awkwafina                                          | Importaciones de animación del sábado por la mañana                  | Edge Animation            | 4 de marzo de 2022            |
| Sky es la nueva chica marginada de la ciudad. Después de robar un vial de Compuesto V de un traficante de marihuana de bajo nivel, Sky está decidida a obtener superpoderes para finalmente poder tener amigos. Al matar dos pájaros de un tiro, Sky desarrolla el poder de crear nuevos amigos a partir de la caca a los que llama Areola y Turd e incluso otra habilidad relacionada con la caca cuando se enfrenta a The Deep. |              |                                                               |                                           |                                                    |                                                                      |                           |                               |
| 6 | 6            | «Nubian vs Nubian»                                            | Matthew Bordenave                         | Aisha Tyler                                        | Inspirada en el estilo anime                                         | D'Art Shtajio             | 4 de marzo de 2022            |
| Con el matrimonio de sus padres Nubian Prince y Nubia al borde del divorcio, una joven llamada Maya recluta a su ex némesis Groundhawk para ayudar a reavivar su chispa. |              |                                                               |                                           |                                                    |                                                                      |                           |                               |
| 7 | 7            | «John and Sun-Hee»                                            | Steve Ahn                                 | Andy Samberg                                       | Inspirado en el drama y el terror coreano                            | Studio Animal             | 4 de marzo de 2022            |
| John se entera de que a su esposa Sun-Hee solo le quedan unos días de vida antes de sucumbir al cáncer de páncreas. Desesperado, consigue una pistola Taser en una casa de empeño antes de ir a trabajar a Vought. Después de engañarlo y probarlo, John roba la placa de un guardia para robar un vial del Compuesto V para curar a Sun-Hee. Después de recibir el suero, Sun-Hee se recupera y puede escapar con John gracias a los brillantes poderes de los tentáculos que emite su cáncer. Mientras huyen, Sun-Hee de repente no se siente bien y su cáncer deja su cuerpo en el bosque donde consume la vida silvestre y crece. Los agentes vienen a destruirlo, pero el cáncer también los consume. John quiere huir, pero Sun-Hee dice que deben arreglar lo que pasó. Sun-Hee también ha recibido sus propios poderes y le desea lo mejor a John, diciéndole que se cuide sin ella. Sun-Hee luego va a luchar sola contra su cáncer. |              |                                                               |                                           |                                                    |                                                                      |                           |                               |
| 8 | 8            | «One Plus One Equals Two»                                     | Jae Kim & Giancarlo Volpe                 | Simon Racioppa                                     | Una versión más oscura de la animación de superhéroes estadounidense | Edge Animation            | 4 de marzo de 2022            |
| Cuando Homelander se une a los Siete por primera vez, se une a Black Noir para abordar una situación de rehenes en una planta química. Madelyn Stillwell lo convence de que no debe dejar que Noir lo eclipse. Cuando Homelander llega a la planta antes que Noir, trata de resolver las cosas pacíficamente por sí mismo. Sin embargo, las cosas se tuercen rápidamente cuando mata a los terroristas y a los rehenes en un ataque de ira. Temiendo que Noir lo delatará ante Vought, Homelander intenta matarlo, pero accidentalmente explota toda la planta química. En lugar de delatarlo, Noir mata al último testigo y entrena a Homelander sobre qué decir a los medios. |              |                                                               |                                           |                                                    |                                                                      |                           |                               |

## Producción
En el panel CCXP Worlds 2021 para Prime Video en Brasil, se anunció por primera vez The Boys Presenta: Diabolical. Se reveló que era una serie de antología animada ambientada en el universo de The Boys, con los productores ejecutivos Seth Rogen y Evan Goldberg comparándola con The Animatrix. Diabolical se compone de ocho nuevas historias creadas por Awkwafina, Garth Ennis, Eliot Glazer e Ilana Glazer, Evan Goldberg y Seth Rogen, Simon Racioppa, Justin Roiland y Ben Bayouth, Andy Samberg y Aisha Tyler. La serie se estrenó el 4 de marzo de 2022.
Eric Kripke afirmó que la idea de crear Diabolical surgió durante la pandemia de COVID-19, cuando los productores querían lanzar algo durante la espera de la tercera temporada de The Boys. Debido a las restricciones en la mayoría de las producciones de acción en vivo, decidieron intentar hacer una antología animada utilizando diferentes formas y estilos.
Varios miembros clave del reparto se revelaron con el primer avance en febrero de 2022, que incluía a varios de los creadores. Más tarde ese mes, se reveló un tráiler completo con el resto del gran elenco. Esto incluyó la revelación de que Pegg proporcionaría la voz de Hughie Campbell, un personaje asociado durante mucho tiempo con Pegg; sin embargo, Pegg no pudo interpretarlo en vivo, ya que había envejecido demasiado cuando se produjo la serie.
Eric Kripke aclaró más tarde que el equipo de producción del programa solo consideró que un puñado de episodios eran canon a pesar de que todo el programa se anunciaba como tal, y el final de temporada se usaba como ejemplo.

## Recepción
En el sitio web del agregador de reseñas Rotten Tomatoes, la serie tiene un índice de aprobación del 97% basado en 34 reseñas, con una calificación promedio de 7.6/10. El consenso de los críticos del sitio web dice: "Los cortos animados de Diabolical tienen el mismo impacto de gran tamaño que The Boys, transponiendo los escabrosos comentarios sociales de la serie original en un medio caricaturesco que es igualmente divertido y definitivamente no para niños". Metacritic, que utiliza un promedio ponderado, asignó una puntuación de 70 sobre 100 basada en 7 críticos, lo que indica "críticas generalmente favorables".